# Nature
Nature, xuất bản lần đầu tiên ngày 4 tháng 11 năm 1869, được xếp hạng làm một trong những tập san khoa học đa ngành có trích dẫn nhiều nhất bởi Tổ chức Báo cáo dẫn chứng trên các tạp chí Journal Citation Reports tại đánh giá Science Edition năm 2010. Ngày nay đa số các tập san khoa học chỉ đăng những bài báo trong một chuyên ngành hẹp, và tập san Nature cùng một số ít tập san khoa học khác (những tuần san khoa học như Science và Proceedings of the National Academy of Sciences) vẫn đăng các công trình nghiên cứu gốc trong nhiều lĩnh vực khác nhau. Nhiều kết quả nghiên cứu khoa học trong các lĩnh vực khác nhau mang lại bước tiến mới hay những nghiên cứu gốc quan trọng được công bố trong mục bài viết khoa học hoặc bài viết tổng quan trong Nature. Những bài viết hay công trình đăng trong tạp chí này được cộng đồng các nhà khoa học đánh giá rất cao và một trong những tiêu chí đánh giá chất lượng học thuật của công trình khoa học là nó được chấp nhận đăng ở những tạp chí lớn như Nature hay không.
Các nhà khoa học là những độc giả chính đối với các tập san khoa học, nhưng các bài viết tổng quan hay đánh giá cũng nhận được sự chú ý không chỉ đối với những nhà khoa học làm việc ở lĩnh vực khác mà còn đối với cả công chúng không chuyên. Các trang đầu ở mỗi số là những bài viết tổng quan, chọn lọc, bình luận, tin tức mới từ các biên tập viên của tạp chí nhằm khái quát những sự kiện khoa học diễn ra gần đây và nội dung các bài chuyên ngành đăng ở số ra lần này. Những sự kiện khoa học có thể là các hội nghị chuyên đề, quỹ khoa học, các công ty hoạt động trong lĩnh vực liên quan đến khoa học, chính sách dành cho khoa học ở một quốc gia nào đó hay những tin tức mang tính đột phá trong một lĩnh vực. Cũng có chuyên mục đánh giá sách mới xuất bản và nghệ thuật hay nghề nghiệp. Phần còn lại của tạp chí dành cho các bài viết với hàm lượng khoa học cao, mang tính chất hàn lâm và học thuật lớn. Do giới hạn độ dài của mỗi bài viết, các bài báo khoa học trong ấn bản in thường chỉ nêu kết quả tổng quát, các phương pháp mà những nhà nghiên cứu áp dụng, các bài báo trích dẫn; còn chi tiết chứng minh, bố trí thí nghiệm, bảng dữ liệu... thường được nêu trong Phụ lục tại trang web của Nature.
Các công trình gửi đến sẽ được ban biên tập xem xét sau đó gửi đến những nhà khoa học nhằm đánh giá chất lượng công trình gửi đến. Trong quá trình này, nhà khoa học đánh giá sẽ làm việc và trao đổi với các tác giả nhằm làm rõ nội dung trong bài báo. Các tác giả trả lời câu hỏi của người đánh giá, và cuối cùng nếu được chấp nhận thì ban biên tập sẽ hiệu chỉnh nội dung, hình ảnh để đăng lên chính thức. Thường quá trình đánh giá mất từ 3 đến 6 tháng.
Năm 2007 Nature (cùng với Science) nhận Giải thưởng Hoàng tử xứ Asturias cho sự truyền bá tiến bộ Khoa học và Nhân văn.